# Guillaume de Brie
Guillaume de Brie, dit La Motte-Serrant, mort le 16 avril 1590 à Tours, était un capitaine Ligueur qui sema la terreur dans l'Ouest de la France durant les Guerres de religion. Héritier de sa mère, il est qualifié seigneur de Courteilles, de Maule de St-Léger et des Essarts, du vivant de son père (1555) qui se titre seulement seigneur de la Motte de Montflours. Il est connu pour ses violences et sera condamné à mort en 1590. On connaît de façon imparfaite le plus grand nombre de ses crimes qui avaient été couverts par les édits de pacification.

## Biographie

### Origine
Il est le fils de Jean de Brie, seigneur de la Motte avant le 2 septembre 1524 et de la Girardière (Saint-Jean-sur-Mayenne) et d'Étiennette de Princé.
Il avait été tonsuré en 1549 et même pourvu le 10 février 1553 de la chapellenie dite des « Trois Maries » au Château de Montriou, en Feneu. A l'époque de son mariage avec Denise de Billy, il est chevalier, seigneur, du chef de sa femme, de la terre de Lonné au Perche, et capitaine du Mans, comme son père.
Il fit foi et hommage de la Motte-de-Boisrichard à Beaumont-sur-Sarthe en 1565. En 1573, il soumet un procès contre Henri de Navarre, qui comme Duc de Beaumont, se prétendait propriétaire de la Motte et de Boisrichard.
Son rôle politique commence ; aussi lui trouve-t-on, dès 1573, le titre de chevalier de l'Ordre du roi et de gentilhomme de la chambre du roi. Il participa activement aux combats des  guerres civiles.

### Témoignages
Ardent Ligueur, il a été à tort ou à raison maltraité par les protestants et les politiques :
- La Satire Menippée plaisante sur l'hypocrite mortification qui lui faisait refuser en carême, dans la prison de Tours, un potage apprêté au gras.

« Je ne puis, sans larmes catholiques, referer icy une exemple de saincte conversion et pieté à tout jamais remarquable de ce sainct pelerin converti et Catholique Zelé, Monsieur de La Motte Serrant, qui, estant és prisons de Tours pour la foy, refusa de disner et prendre sa refection, un jour de vendredy, craignant ce pillier de la Saincte Ligue qu'on eust mis de la gresse en sa souppe. Et protesta ce champion de la foy, ce Machabée, ce martyr d'Angleterre, de choisir plus tost la mort que de manger autre souppe que catholique! O coup du Ciel! O reverends bastisseurs de Loy fondamentalle ! Satire Menippée »

Ailleurs on vante la vertu du Catholicon d'Espagne qui peut blanchir une conscience aussi noire que celle de la Motte-Serrant.
« Soïez aussi criminel que la Mothe-Serrant, soïez convaincu de ausse monnoie comme Mandreville, Sodomiste comme Senault, scélérat comme Bussy, athéiste et ingrat comme le poëte de l'amirauté, lavez-vous d'eau de Higuiero, vous voilà sans taches et pilier de la foi. »
Jacques Auguste de Thou écrit « qu'il emprisonnait les protestants et les laissait mourir de faim s'ils ne payaient rançon, et que l'influence seule de Henri Ier de Guise, Duc de Guise l'avait soustrait à la juridiction du Grand prévôt de France, 28 mai 1588, mais que sa grâce avait été révoquée le jour même de l'Assassinat d'Henri de Guise. ».
Il est de fait que les magistrats qui tenaient les Grands Jours à Poitiers en 1579 ordonnèrent de l'arrêter et de le leur amener. Le 2 septembre 1581, la Commission de la cour obtenue par Claude de Tillon pour y informer des faits y mentionnés à l’encontre dudit sieur de la Motte-Serrant et complices.

### Guerres de religion
En 1573, Gabriel Ier de Montgommery accusa Henri III et Catherine de Médicis d'avoir voulu le faire assassiner par la Motte-Serrant, chef du complot et quatre de ses complices.
Guillaume de Brie dirigea le coup de main contre la ville du Mans au mois de juillet 1588. Le 21 juillet 1588, la Motte entra lui-même à l'aide de fausses clefs par la porte du Pont-Neuf « avec quelque nombre de cuirasses et de harquebusiers. » Urbain de Laval Boisdauphin survint à son tour suivi de 120 hommes à cheval et quelques fantassins. C'était assez pour tenir la ville où le peuple était d'esprit avec les Ligueurs. Mais le gouverneur Nicolas d'Angennes et l'évêque Claude d'Angennes de Rambouillet, son frère, s'étaient fortifiés dans le Château du Mans. Les deux chefs ligueurs se retirèrent le 22 juillet 1588. Appelés par la population, ils revinrent au mois de février 1589 avec 200 hommes tant cavaliers que fantassins et forcèrent ceux du château à se rendre le 11 février 1589. Les protestants restèrent prisonniers, mais les catholiques parmi lesquels Jean-François de Faudoas de Sérillac, comte de Belin, les capitaines de Belin et de Saint-Antoine, sortirent libres. Guillaume de Brie (La Motte-Serrant) fut capitaine du Château du Mans.
Le 1er avril 1589, il avait mission de Charles de Mayenne, duc de Mayenne de lever 100 chevau-légers, et ordre, le 8 juillet 1589, de se saisir de François de Vendômois, seigneur du Vau, à Sainte-Cérotte, où il donnait asile aux ennemis de l'Eglise catholique. Guillaume de Brie (La Motte-Serrant) fit prisonnier le sieur de Vendômois et mit de sa main le feu aux bâtiments de la basse-cour du château. L'acte fut approuvé et la prise déclarée de bonne guerre par Charles de Mayenne et par Urbain de Laval Boisdauphin le 10 août 1589 et le 8 septembre 1589.

### Arrestation
« Au commencement de Septembre, monsieur de la Motte-Serrant arriva en cette ville avecque bonne compagnye , laquelle il laissa en cette ville et s'en alla en sa maison au pays du Maine avecque peu de gens, donc mal luy print, car il fut prins de ses ennemys et mené à Tours, où on l'a fait décapiter. Les roys de Navare et de France en avoint aultant fait aux capitaines d'Estampes et de Vendôme. Sébastien Le Pelletier. »
Il est arrêté et conduit à Tours, où il demanda en vain d'être jugé par les juges militaires comme prisonnier de guerre. Le Parlement de Paris siégeant à Tours le condamna à mort le 16 avril 1590.
« « Tout vif ils l'ont roué, et sa teste commandé d'estre portée et mise sur un pau au dessus du château du Mans. Yves de Magistri » »

## Famille
Le 6 novembre 1592, sa fille unique épousait François de Faudoas de Sérillac, lequel avec son oncle, Jean-François de Faudoas de Sérillac, contribua efficacement à la reddition de Paris en 1594 ; Henri IV ne pouvait faire moins que de reconnaître ces services. Deux jours avant son entrée à Paris, le 20 mars 1594, il accorda aux héritiers de Guillaume de Brie le bénéfice de la capitulation, et au mois de septembre suivant, réhabilita sa mémoire
Denise de Billy, fille de Louis de Billy, seigneur de Lonné, s'était remariée avant le 6 novembre 1592 avec Charles de Jouvin, gentilhomme de la maison du roi, se ralliant elle aussi à la cause royale.

## Sources partielles et références
- « Guillaume de Brie », dans Alphonse-Victor Angot et Ferdinand Gaugain, Dictionnaire historique, topographique et biographique de la Mayenne, Laval, A. Goupil, 1900-1910 [détail des éditions] (BNF 34106789, présentation en ligne)
- Ambroise Ledru, Eugène Vallée, La Maison de Faudoas, Gascogne, Maine et Normandie A. Lemerre (Paris). 1907-1908, t. I, p. 328-332, et 208.
- Satire Menippée, édition de Ratisbonne, 1711, p. 7, 67, 70)
- Xavier Le Person, Histoire de Sébastien Le Pelletier, prêtre ligueur et maître de grammaire des enfants de la cathédrale de Chartres (1579-1592), Xavier Le Person (éd.), Genève, Droz, Travaux d’Humanisme et Renaissance CDVII, 2006